# Cannabidiol
El cannabidiol —CBD— es uno de los 113 cannabinoides que se encuentran en Cannabis sativa.Es un cannabinoide exógeno que puede ser administrado desde el exterior para interactuar con los receptores cannabinoides del sistema endocannabinoide, a diferencia de los cannabinoides endógenos producidos por nuestro organismo, como la anandamida y el 2-araquidonoilglicerol (2-AG). 
Fue descubierto en 1940. Es el más abundante junto con el tetrahidrocannabinol —THC—, y representa hasta el 40 % del extracto de la planta. Varios grupos de investigación han logrado sintetizar y aislar al cannabidiol. Su uso como tratamiento anticonvulsivo en el síndrome de Dravet, el síndrome de Lennox-Gastaut y la esclerosis tuberosa fue aprobado por la Administración de Alimentos y Medicamentos de los Estados Unidos y por la Agencia Europea del Medicamento en 2018 y 2019, respectivamente.
La investigación clínica sobre el CBD incluye estudios relacionados con la ansiedad, la cognición, los trastornos del movimiento y el dolor, pero de momento no hay suficiente evidencia de alta calidad para sostener que el cannabidiol sea efectivo para estas afecciones, y hay incertidumbres relacionadas con la dosificación y regulación de los productos que lo contienen. Pese a ello, el CBD es promocionado con afirmaciones no siempre sustentadas en evidencias sobre beneficios terapéuticos particulares.
Se prevé que el mercado mundial de CBD superaría los 47.000 millones de USD en 2028.

## Propiedades físicoquímicas
El cannabidiol es insoluble en agua pero soluble en solventes orgánicos. A temperatura ambiente es un sólido cristalino incoloro. En medios fuertemente alcalinos y en la presencia de oxígeno, se oxida en una quinona. En medio ácido se vuelve cíclico formando THC.

## Uso médico
Existen algunos fármacos aprobados para uso médico que contienen CBD. En abril de 2005, las autoridades canadienses aprobaron el uso de Sativex, un aerosol oral que contiene CBD y THC  para aliviar el dolor causado por la esclerosis múltiple. En junio de 2018, Epidiolex, un fármaco a base de CBD, fue aprobado por la FDA de los EE. UU. para el tratamiento de la epilepsia grave.

## Farmacología
A diferencia del THC, que actúa sobre el receptor endocannabinoide CB1 como un modulador alostérico positivo, el CBD tiene el efecto contrario y actúa como su antagonista. Es asimismo antagonista de los receptores cannabinoides GPR55, un tipo de GPCR expresados en el núcleo caudado y el putamen. Actúa también sobre el receptor no-cannabinoide 5-HT1A, lo que se relaciona con sus efectos similares a los de un ansiolítico.
Algunas investigaciones sugieren que el CBD puede incrementar el estado de alerta. Se sabe que puede disminuir la velocidad de eliminación del THC del organismo al interferir con el metabolismo del THC en el hígado.

### Farmacocinética
La biodisponibilidad oral del cannabidiol es de aproximadamente el 6% en humanos, mientras que su biodisponibilidad por inhalación es del 11 al 45% (media del 31%). La semivida de eliminación del CBD es de 18-32 horas. El cannabidiol se metaboliza en el hígado y en los intestinos por las enzimas CYP2B6, CYP2C19, CYP2D6, CYP2J2 y CYP3A4 del citocromo P450, y por las isoenzimas UGT1A7, UGT1A9 y UGT2B7, formando una variedad de metabolitos como el 7-hidroxicannabidiol, así como los isómeros 6α- y 6β-hidroxi y derivados hidroxilados en la cadena lateral alquílica, seguidos de glucuronidación. El CYP3A4 facilita la descarbonilación del CBD para liberar monóxido de carbono, un gasotransmisor bioactivo y candidato farmacéutico. El CBD puede tener un amplio margen en la dosificación.

## Investigación
El cannabidiol está en investigación por sus potencialidades como fármaco. En noviembre de 2007, se reportó que el CBD reduce el crecimiento in vitro de células agresivas de cáncer de mama humanos y reduce su invasibilidad.
El mecanismo por el cual el CBD controla la metástasis del cáncer de mama, parece ocurrir por medio de la inhibición de la actividad del gen Id-1, responsable de la metástasis de estos tumores.